# Gephyrina
Gephyrina là một chi nhện trong họ Philodromidae.